# Samuel von Hazai

Samuel Freiherr von Hazai als Generaloberst

Samuel Hazai, ab 1912 Baron von Hazai (* 26. Dezember 1851 in Rimaszombat, Ungarn; † 13. Februar 1942 in Budapest) war Generaloberst der österreichisch-ungarischen k.u.k. Armee. Bekannt war er auch als höchstrangiger jüdischer Offizier in der Habsburgerarmee.

## Familie
Samuel Baron von Hazai wurde 1851 als Samu Khon in Rimaszombat geboren. Als sein Vater zum Christentum konvertierte, änderte er auch seinen Namen in Khon-Hazai. 1876 nahm er schließlich den Namen Samuel Hazai an.

## Leben

### Ausbildung und Karriere vor dem Krieg
Seine militärische Karriere startete er in der Ludovika-Akademie in Budapest, welche er am 1. November 1874 als Kadett in Richtung 51. Honvéd-Infanteriebataillon verließ. Am 1. Mai 1876 wurde er als Leutnant in den aktiven Dienst bei der Honvéd gestellt. 1879 bis 1881 absolvierte er die k.u.k. Kriegsschule in Wien mit „exzellentem Erfolg“ und wurde am 1. Mai 1883 zum Oberleutnant befördert. Danach heiratete Samuel Hazai Maria Juhasz, mit der er zwei Söhne und eine Tochter hatte. Im Jahr 1886 bekam er seine erste Anstellung im ungarischen Honvédministerium. Mit Ausnahme von nur kurzen Unterbrechungen für den Truppendienst verbrachte er einen Großteil seiner militärischen Laufbahn in diesem Ministerium. Man erkannte sehr schnell seine theoretischen Fähigkeiten, was ihm einen Posten als Ausbildner in der Ludovika-Akademie einbrachte. 1888 wurde er zum Hauptmann 2. Klasse befördert, gefolgt vom Hauptmannsrang 1. Klasse am 1. September 1889. Am 1. Mai 1895 avancierte er zum Major, die Beförderung zum Oberstleutnant erreichte er am 1. November 1897. Im Jahre 1900 wurde er als Ausbildner zur Schule für höherrangige Honvéd-Offiziere, dem k.u. Landwehr-Stabsoffizierskurs, versetzt. Die Ernennung zum Oberst erfolgte am 1. November desselben Jahres.
1902 übernahm er das Kommando über den k.u. Landwehr-Stabsoffizierskurs, und war für die Qualität der Bildung aller höherrangigen Offiziere der königlichen-ungarischen Streitkräfte verantwortlich. Im Herbst 1904 kehrte er als Sektionschef der ersten Abteilung in das Honvédministerium zurück. Am 1. Mai 1907 wurde Hazai zum Generalmajor ernannt. Der ungarische Premierminister Stefan Tisza war von seinen Ideen und seiner Arbeit für die Honvéd sehr beeindruckt, und beschützte ihn in der Folge vor jeglichen politischen Hinterhalten. Als der Thronfolger Franz Ferdinand und der Chef des österreichisch-ungarischen Generalstabes Conrad von Hötzendorf die Armee um das Jahr 1907 reorganisierten, machten sie den modern denkenden Friedrich Freiherr von Georgi zum k.k. österreichischen Minister für Landesverteidigung, und Samuel von Hazai wenig überraschend zum königlichen ungarischen Pendant. Beide jungen Generäle standen für eine neue Periode in der Territorialverteidigung. Im Januar 1910 wurde Samuel Hazai zum Honvédminister ernannt, gefolgt von seiner Beförderung zum Feldmarschallleutnant am 1. November 1910. Ähnlich wie Georgi, erhöhte er die Qualität der Offiziersausbildung innerhalb der königlich ungarischen Streitkräfte und versuchte, mehr Geld für sein Ministerium zu erlangen. Das letztere Unterfangen gestaltete sich (auch aus politischen Gründen) sehr schwierig, da die ungarischen Politiker finanziell nicht sehr freigiebig waren. Erst im März 1913, 5 Jahre später als es Georgi in der österreichischen Reichshälfte schaffte, war Hazai in der Lage, den Honvéds eine Artilleriewaffe bereitzustellen. Aufgrund seiner Leistungen wurde er am 12. Dezember 1912 in den Stand eines ungarischen Barons erhoben.

### Erster Weltkrieg
Es liegt in der Natur des Postens als Verteidigungsminister, etwas mehr Politiker als Offizier zu sein. Aber unter den gegebenen Umständen war es im Falle Hazais der dominierende Faktor. Als der Krieg begann, Hazai wurde in der Zwischenzeit am 1. November 1914 zum General der Infanterie befördert, hatte er große Probleme mit den ungarischen Politikern. Diese waren des Öfteren der Meinung, dass die Ungarn mehr Ressourcen in den Krieg investierten und dass auch mehr ungarische Soldaten ihr Leben lassen mussten, als es andere Völker der Donaumonarchie taten. Hazai befand sich nun in der Zwickmühle, einerseits seine Pflichten als Verteidigungsminister zu erfüllen und das dringend benötigte Personal und Material an die Front zu schicken, andererseits die ungarische Opposition zu beschwichtigen. Manchmal schien es, als ob ihn nur der Kaiser und der ungarische Premierminister Tisza bei dieser heiklen Aufgabe unterstützten.
Im Jahre 1916 wurde er vom Kaiser zum Oberstinhaber des Infanterieregiments Nr. 46 ernannt. Seine äußerst schwierige Position in der Monarchie kommt auch dadurch zum Ausdruck, dass er als einer der wichtigsten ungarischen Politiker niemals den Sankt Stephans-Orden überreicht bekam. Das Problem mit dem Nachschub von Material und Soldaten für die Front wurde besonders in Ungarn immer schlimmer, so dass der neue Kaiser Karl den General der Infanterie Hazai im Februar 1917 zum Chef des Ersatzwesens für die gesamte bewaffnete Macht ernannte. Es war eine gute Entscheidung, die Kompetenzen für materiellen Nachschub und die Ersatzmannschaften in eine Hand zu geben, und diesen Posten mit einem Ungarn zu besetzen. Eine weniger glückliche Entscheidung des Kaisers zeigte sich in dem Umstand, dass er die für diese Maßnahmen zuvor zuständigen Personen darüber nicht informierte. In der Folge sollte Hazai mit vielen unerwarteten Problemen kämpfen zu haben. Am 19. Februar 1917 setzte der Kaiser ihn in der Funktion als Honvédminister ab und verlieh ihm ein zweites Mal die Große Militär-Verdienstmedaille in Gold, um ihn für seinen neuen Posten als Chef des Ersatzwesens mehr Zeit zu verschaffen. Aufgrund seines diplomatischen Talents konnte er jedoch die anfänglichen Probleme seines neuen Amtes bewältigen. Am 1. November 1917 wurde er aufgrund des Dienstalters zum Generaloberst befördert. Bald errichtete er in Wien eine Zentralstelle für den Nachschub und so genannte Exposituren bzw. Außenstellen. Bis zum Ende des Krieges verblieb Generaloberst Hazai auf diesem wichtigen Posten. Nach dem Zusammenbruch der Monarchie zog er nach Budapest, wo er bis zu seinem Tod im Jahre 1942 lebte.

## Auszeichnungen
- Militär-Verdienstmedaille in Bronze im März 1900 für seine Verdienste als Ausbildner.
- Orden der Eisernen Krone, III. Klasse im Juni 1904 für seine Verdienste in der militärischen Ausbildung
- Ritterkreuz des Leopold-Ordens am 10. April 1908
- Großkreuz des Spanischen Militär-Verdienstordens im Jahr 1909
- Preußischer Roter Adlerorden I. Klasse im Jahr 1910
- Montenegrinischer Daniloorden I. Klasse im Jahr 1910
- Ernennung zum Geheimen Rat im Dezember 1910
- Orden der Eisernen Krone, I. Klasse am 12. August 1913
- Österreichisches Militärverdienstkreuz I. Klasse mit der Kriegsdekoration am 3. Februar 1915
- Stern des Ehrenzeichens für Verdienste um das Rote Kreuz im Jahr 1915
- Preußisches Eisernes Kreuz I. und II. Klasse im Jahr 1915
- Großkreuz mit Schwertern des Bayerischen Militärverdienstordens im Jahr 1915
- Großkreuz des Leopold-Ordens im Juni 1916 zusätzlich gefolgt von der entsprechenden Kriegsdekoration am 10. August 1916
- Große Militär-Verdienstmedaille in Gold am 25. November 1916
- Großkreuz des Ordens der Württembergischen Krone im Jahr 1916
- Großkreuz mit goldenem Stern und Schwertern des Albrechts-Ordens im Jahr 1916
- Ottomanischer Mecidiye-Orden I. Klasse im Jahr 1917
- Ottomanischer Eiserner Halbmond im Jahr 1917
- Ottomanische Imtiaz Medaille in Gold im Jahr 1917
- Österreichisches Militärverdienstkreuz III. Klasse mit der Kriegsdekoration in Brillanten am 12. August 1918